# Novo Xingu
Novo Xingu är en kommun i Brasilien.   Den ligger i delstaten Rio Grande do Sul, i den södra delen av landet, 1 400 km söder om huvudstaden Brasília. Antalet invånare är 1 757.
Trakten runt Novo Xingu består till största delen av jordbruksmark. Runt Novo Xingu är det ganska glesbefolkat, med 32 invånare per kvadratkilometer.